# جيد ويلسون
جيد ويلسون (بالإنجليزية: Jade Wilson)‏ هي لاعبة الاسكواش نيوزيلندية، ولدت في 1977 في ويلينغتون في نيوزيلندا، وتوفيت في 14 مايو 1998 في برث في أستراليا.

## وصلات خارجية
- جيد ويلسون على موقع SquashInfo.com (الإنجليزية)